# لو مکاری
لو مکاری (انگلیسی: Lou Macari؛ زادهٔ ۷ ژوئن ۱۹۴۹) یک بازیکن فوتبال اهل اسکاتلند است.

## باشگاهی
از باشگاه‌هایی که در آن بازی کرده‌است می‌توان به باشگاه فوتبال منچستر یونایتد، باشگاه فوتبال سلتیک، و باشگاه فوتبال سوئیندون تاون اشاره کرد.